# Nico Lopez (нефтеперерабатывающий завод)
Нефтеперерабатывающий завод "Nico Lopez" (исп. la refinería "Ñico López") — промышленное предприятие в городе Гавана. Находится в пригороде Регла.

## История
Является первым нефтеперерабатывающим заводом, построенным на Кубе. В связи с тем, что в это время добыча нефти в стране не производилась, завод перерабатывал импортную сырую нефть (которая прибывала в столичный морской порт на танкерах).
После победы Кубинской революции в январе 1959 года США прекратили сотрудничество с правительством Ф. Кастро и стремились воспрепятствовать получению Кубой помощи из других источников. Власти США ввели санкции против Кубы. Продажа нефти и нефтепродуктов была прекращена.
В этих условиях в 1960 году началось сближение Кубы с СССР и другими социалистическими государствами.
В феврале 1960 года было подписано советско-кубинское торговое соглашение, в соответствии с которым СССР начал поставки нефти на Кубу. В мае 1960 года американские компании «Эссо стандарт ойл» и «Texaco Oil» и английская «Бритиш датч шелл» прекратили ввоз нефти на Кубу и дали указания своим заводам не перерабатывать нефть из СССР (в это время на Кубе были только два НПЗ, принадлежавшие иностранным компаниям).
28 июня 1960 года правительство Кубы приняло декрет № 166, в соответствии с которым 3 августа 1960 года НПЗ был национализирован, в дальнейшем он получил название "Ñico López" (в память о кубинском революционере по имени Antonio Ñico López Fernández, вместе с Ф. Кастро на яхте "Гранма" высадившегося на острове, чтобы сражаться против диктатуры Ф. Батисты и убитого 7 декабря 1956 года).
В дальнейшем, завод был оснащён новым оборудованием (после завершения реконструкции, в 1980 году мощность завода составляла 4 млн. тонн нефти в год). По состоянию на начало 1980-х годов завод являлся одним из трёх НПЗ в стране. Он был ориентирован на переработку тяжёлой нефти по топливной схеме, основной продукцией являлись моторное топливо и мазут.
В 1986 году при технической помощи СССР НПЗ был реконструирован, здесь была сдана в эксплуатацию установка по производству реактивного топлива.

## Современное состояние
Завод является одним из крупнейших предприятий столицы и одним из четырёх нефтеперерабатывающих заводов страны.